# إدوارد إي. كوكس
إدوارد إي. كوكس (بالإنجليزية: Edward Eugene Cox) هو قاضي ومحامي وسياسي أمريكي، ولد في 3 أبريل 1880 في الولايات المتحدة، وتوفي في 24 ديسمبر 1952 في الولايات المتحدة. حزبياً، نشط في الحزب الديمقراطي.

## مناصب
- انتخب قاضي (1912 – 1916).
- انتخب مندوب [الإنجليزية]‏ (1908 – 1908).
- انتخب عمدة (1904 – 1906).
- انتخب عضو مجلس النواب الأمريكي.